# Parage
Parage (izvirno srbsko Параге) je naselje v Srbiji, ki upravno spada pod Občino Bačka Palanka; slednja pa je del Južnobačkega upravnega okraja.

## Demografija
V naselju živi 814 polnoletnih prebivalcev, pri čemer je njihova povprečna starost 39,3 let (37,4 pri moških in 41,0 pri ženskah). Naselje ima 356 gospodinjstev, pri čemer je povprečno število članov na gospodinjstvo 2,92.
To naselje je, glede na rezultate popisa iz leta 2002, v glavnem srbsko, a v času zadnjih treh popisov je opazno zmanjšanje števila prebivalcev.
|  |

| Demografija | Demografija     | Demografija     |
| Leto        | Št. prebivalcev | Št. prebivalcev |
| ----------- | --------------- | --------------- |
|             |                 |                 |
|             |                 |                 |
|             |                 |                 |
|             |                 |                 |
| 1948        | 1427            |                 |
| 1953        | 1383            |                 |
| 1961        | 1338            |                 |
| 1971        | 1306            |                 |
| 1981        | 1199            |                 |
| 1991        | 1134            | 1071            |
| 2002        | 1101            | 1039            |
|             |                 |                 |

| Etnična sestava po popisu iz leta 2002 | Etnična sestava po popisu iz leta 2002 | Etnična sestava po popisu iz leta 2002 | Etnična sestava po popisu iz leta 2002 | Etnična sestava po popisu iz leta 2002 |
| -------------------------------------- | -------------------------------------- | -------------------------------------- | -------------------------------------- | -------------------------------------- |
| Srbi                                   | Srbi                                   |                                        | 881                                    | 84,79%                                 |
| Romi                                   | Romi                                   |                                        | 70                                     | 6,73%                                  |
| Jugoslovani                            | Jugoslovani                            |                                        | 17                                     | 1,63%                                  |
| Slovaki                                | Slovaki                                |                                        | 16                                     | 1,53%                                  |
| Hrvati                                 | Hrvati                                 |                                        | 14                                     | 1,34%                                  |
| Muslimani                              | Muslimani                              |                                        | 8                                      | 0,76%                                  |
| Rusini                                 | Rusini                                 |                                        | 4                                      | 0,38%                                  |
| Ukrajinci                              | Ukrajinci                              |                                        | 2                                      | 0,19%                                  |
| Nemci                                  | Nemci                                  |                                        | 2                                      | 0,19%                                  |
| Madžari                                | Madžari                                |                                        | 2                                      | 0,19%                                  |
| Neznano                                | Neznano                                |                                        | 8                                      | 0,76%                                  |